# Fredonia (Alabama)
Fredonia – jednostka osadnicza w Stanach Zjednoczonych, w stanie Alabama, w hrabstwie Chambers.